# Tropopterus
Tropopterus is een geslacht van kevers uit de familie van de loopkevers (Carabidae). De wetenschappelijke naam van het geslacht is voor het eerst geldig gepubliceerd in 1849 door Solier.

## Soorten
Het geslacht Tropopterus omvat de volgende soorten:
- Tropopterus duponcheli Solier, 1849
- Tropopterus giraudyi Solier, 1849
- Tropopterus mintagnei Solier, 1849
- Tropopterus peruvianus Straneo, 1954